# Aspar Circuit
El Aspar Circuit (anteriormente Circuit de la Ribera) es un complejo del motor situado entre las poblaciones de Guadassuar y Algemesí, en la provincia de Valencia, en la Comunidad Valenciana, España. Tras ser inaugurado en 2017 y con diversos problemas que lo mantuvieron durante mucho tiempo clausurado, pasó a manos de Jorge Martínez «Aspar» junto a Juan Roig Alfonso en 2022, abriendo sus puertas de nuevo en mayo de 2024 como circuito y base del equipo del Campeonato del Mundo de Motociclismo Aspar Team.
En 2024, el Aspar Circuit como sede de las disciplinas de karting y Cross Car, el Circuito Ricardo Tormo para las modalidades en pista, y la Ciudad de las Artes y las Ciencias para la ceremonia de apertura y las competiciones de Esports, fue sede de la tercera edición de los Motorsport Games de la FIA, que se celebró del 23 al 27 de octubre en Valencia como ciudad anfitriona.

## Historia
El proyecto del Circuito de la Ribera comenzó a llevarse a cabo a mediados de 2015. A finales de 2016 el proyecto logra la licencia medioambiental y solicita el permiso de obras para comenzar la construcción del edificio principal. Meses después ya está casi terminado y queda a la espera de cumplir todos los requisitos para la apertura que se produce el 8 de julio de 2017, con una fiesta de inauguración celebrada el 22 de julio de 2017.
En 2019, el gobierno del PSOE de Guadassuar, empieza a poner trabas al circuito alegando que éste no no cumplía con la ley de Espectáculos y lo clausura. Tras avalar la legalidad del circuito el Tribunal Superior de Justicia de la Comunidad Valenciana en 2020, éste seguía cerrado por la Pandemia de COVID-19 y porque el ayuntamiento seguía exigiendo actuaciones en él. Finalmente y tras no mejorar la situación, en verano de 2021 se anunciaba su cierre.
Al año siguiente, Jorge Martínez Aspar y Juan Roig compran las instalaciones, con el objetivo de reabrir el circuito, reanudar sus actividades y establecer en él la sede del Aspar Team.

## Instalaciones

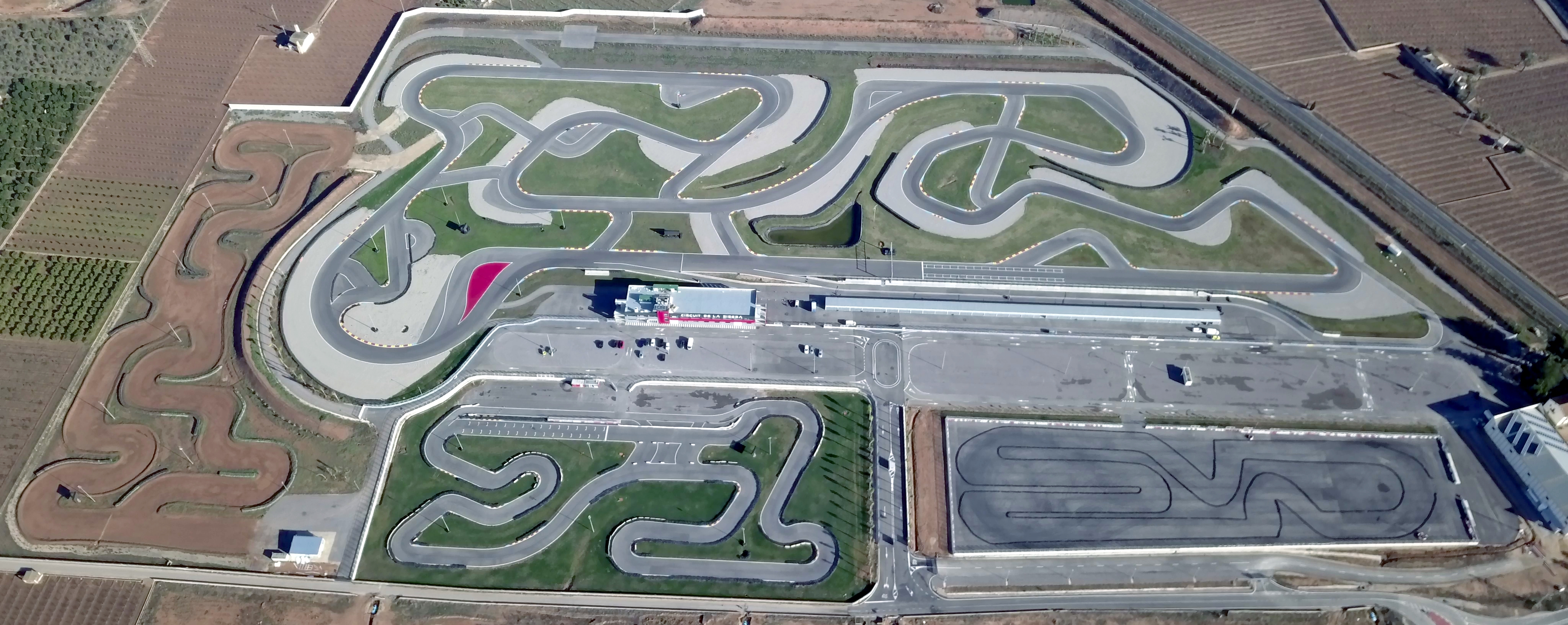
Imagen aérea del complejo

El Aspar Circuit es un complejo deportivo de 350 000 m² capaz de albergar varias actividades simultáneas del mundo del motor. Fundamentalmente se divide en cuatro áreas:
- Circuito principal: Con 2200 metros de longitud, 400 metros de recta, entre 10 y 12 metros de ancho, 10 curvas de izquierdas y 10 de derechas.
- Cricuito de karting: Con 850 metros de longitud, 8 metros de ancho, 7 curvas a izquierdas y 9 a derechas. Se trata de una réplica del circuito principal.
- Circuito de tierra para car-cross, flattrack y supermotard: Con 1100 metros de longitud y una anchura de 12 metros.
- escuela de seguridad vial: Cuenta con una superficie de 18 000 m² de asfalto.

- Museo, helipuerto, enfermería, restaurante, salas multifunción y 18 boxes profesionales.